# Domecy-sur-Cure
Domecy-sur-Cure est une commune française située dans le département de l'Yonne en région Bourgogne-Franche-Comté.

## Géographie

### Géologie
Mine de plomb argentifère au lieu-dit Grateloup

### Hydrographie
- La Cure
- Brinjame petite rivière affluent de la Cure[1]

### Hameaux, écarts, lieux-dits
- Domecy - Cure.
- Usy - ce gros hameau était le seul de la paroisse situé en Bourgogne.
- Côme (ferme) - Culêtre - Villars le bas - les Boulois - Brinjame - 5 hameaux situés dans la partie nivernaise de la commune.

Lieux-dits: Malassis (ancien moulin) - Grateloup, en Bourgogne.

### Communes limitrophes
Six communes sont limitrophes de celle de Domecy-sur-Cure, dont trois dans la Nièvre :

### Climat
Pour des articles plus généraux, voir Climat de la Bourgogne-Franche-Comté et Climat de l'Yonne.
En 2010, le climat de la commune est de type climat océanique dégradé des plaines du Centre et du Nord, selon une étude du Centre national de la recherche scientifique s'appuyant sur une série de données couvrant la période 1971-2000. En 2020, Météo-France publie une typologie des climats de la France métropolitaine dans laquelle la commune est exposée à un climat océanique altéré et est dans la région climatique  Lorraine, plateau de Langres, Morvan, caractérisée par un hiver rude (1,5 °C), des vents modérés et des brouillards fréquents en automne et hiver. 
Pour la période 1971-2000, la température annuelle moyenne est de 10,6 °C, avec une amplitude thermique annuelle de 15,7 °C. Le cumul annuel moyen de précipitations est de 843 mm, avec 12,5 jours de précipitations en janvier et 8,1 jours en juillet. Pour la période 1991-2020, la température moyenne annuelle observée sur la station météorologique de Météo-France la plus proche, « Lormes_sapc », sur la commune de Lormes à 14 km à vol d'oiseau, est de 11,2 °C et le cumul annuel moyen de précipitations est de 1 071,3 mm. 
La température maximale relevée sur cette station est de 40,7 °C, atteinte le 25 juillet 2019 ; la température minimale est de −18,1 °C, atteinte le 12 janvier 1987,,. 
Les paramètres climatiques de la commune ont été estimés pour le milieu du siècle (2041-2070) selon différents scénarios d'émission de gaz à effet de serre à partir des nouvelles projections climatiques de référence DRIAS-2020. Ils sont consultables sur un site dédié publié par Météo-France en novembre 2022.

## Urbanisme

### Typologie
Au 1er janvier 2024, Domecy-sur-Cure est catégorisée commune rurale à habitat dispersé, selon la nouvelle grille communale de densité à sept niveaux définie par l'Insee en 2022.
Elle est située hors unité urbaine. Par ailleurs la commune fait partie de l'aire d'attraction d'Avallon, dont elle est une commune de la couronne,. Cette aire, qui regroupe 74 communes, est catégorisée dans les aires de moins de 50 000 habitants,.

### Occupation des sols
L'occupation des sols de la commune, telle qu'elle ressort de la base de données européenne d’occupation biophysique des sols Corine Land Cover (CLC), est marquée par l'importance des forêts et milieux semi-naturels (50,2 % en 2018), une proportion identique à celle de 1990 (50,2 %). La répartition détaillée en 2018 est la suivante : 
forêts (50,2 %), prairies (30,9 %), terres arables (8,9 %), zones agricoles hétérogènes (8,3 %), zones urbanisées (1,8 %). L'évolution de l’occupation des sols de la commune et de ses infrastructures peut être observée sur les différentes représentations cartographiques du territoire : la carte de Cassini (XVIIIe siècle), la carte d'état-major (1820-1866) et les cartes ou photos aériennes de l'IGN pour la période actuelle (1950 à aujourd'hui).

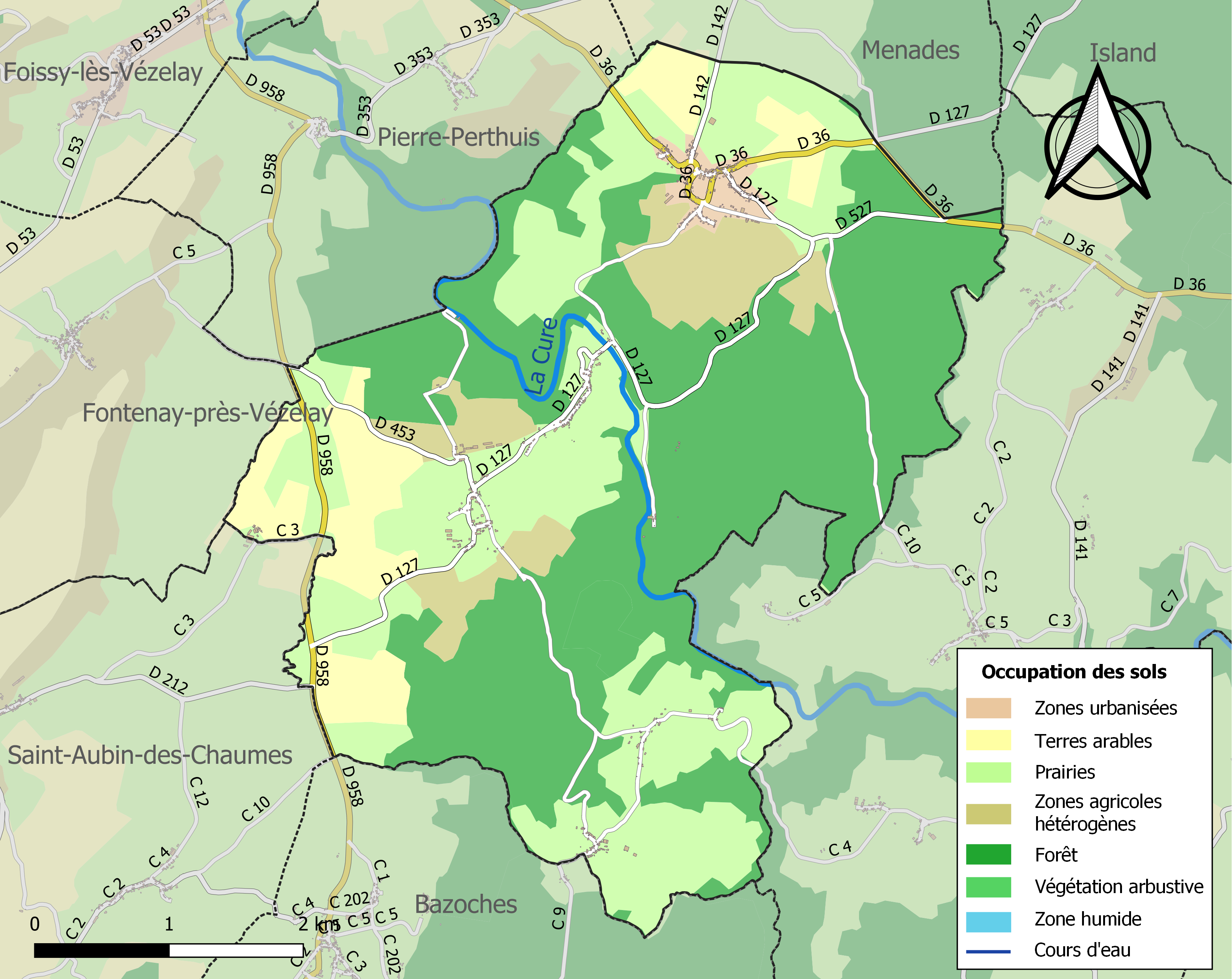
Carte des infrastructures et de l'occupation des sols de la commune en 2018 (CLC).

## Toponymie
Domilii Castrum - Domeciacum -

## Histoire

### Époque gallo-romaine
Atelier de poterie
À l'époque gallo-romaine un village se trouvait sur le plateau aux bois de Chalvron,, à environ 1 500 m au sud de l'église, à proximité d'une voie antique recalibrée à l'époque romaine - ce qui a favorisé l'installation d'un atelier de céramique,. De nombreux exemplaires de sa production ont été trouvés à la grande villa gallo-romaine de Vergigny (7 km à l'ouest), ancien village disparu sur la commune d'Asquins (qui borde Vézelay au nord). Entre autres pièces, une cruche grise fine lustrée est datée de la fin IVe siècle, une autre cruche claire micacée date du haut Moyen Âge (VIe – IXe siècles), des gobelets ; certaines pièces présentent des décors à la molette. Les jattes représentent 46,4 % de la production, les pots 19,8 %, et les amphores moins de 10 %.
L'atelier gallo-romain a aussi produit des mortiers (11,24 % de la  production) à lèvre double en collerette, à la panse légèrement bombée et au fond concave - ces différents éléments présentant des variations. Les mortiers de Domecy ont deux types de becs verseurs : un bec fabriqué séparément puis collé à la barbotine ; et un bec formé par un bourrelet prolongeant la lèvre interne.
Le site a également fourni des jattes utilisées comme mortiers, à lèvre moulurée et légèrement entrante et dont la vasque est recouverte d'une râpe de sable.
L'atelier aurait fonctionné du IIe au IVe siècle.

### Moyen Âge
L'ancienne paroisse de Domecy était jadis mère-église, mais a cédé la préséance à celle de Cure à qui elle est réunie. Au XIe siècle son église était sous le patronage de saint Romain, martyr et faisait partie du diocèse d'Autun, de l'archiprêtré de Corbigny, puis de celui de Vézelay, de l'élection et grenier à sel de cette même ville.

### Époque moderne
Un des seigneurs fut Louis de Jaucourt (1704-1780), sire de Doudey et Domecy, second époux de Anne de La Forest, veuve en premières noces de Pierre Leroy, baron d'Alarde.
Ce finage est la réunion de deux paroisses : Cure et Domecy. La rivière de la Cure le divise en deux parties qui le partageait aussi sous l'Ancien Régime, entre deux provinces : Bourgogne et Nivernais.

## Politique et administration
| Période                                  | Période  | Identité               | Étiquette | Qualité                                    |
| ---------------------------------------- | -------- | ---------------------- | --------- | ------------------------------------------ |
| 1935                                     |          | Pierre-Étienne Flandin |           |                                            |
| 1953                                     | 1971     | Paul Flandin           | Droite    | Conseiller général                         |
| 1971                                     | 1995     | Pierre-Étienne Bréguet | DVD       |                                            |
| Les données manquantes sont à compléter. |          |                        |           |                                            |
| 2001                                     | 2017     | Noëlle Rauscent        | DVD-LREM  | Retraitée Sénatrice de l'Yonne (2017-2020) |
| 2017                                     | En cours | Marc Pautet            |           | Professeur de mathématiques                |

## Démographie
L'évolution du nombre d'habitants est connue à travers les recensements de la population effectués dans la commune depuis 1793. Pour les communes de moins de 10 000 habitants, une enquête de recensement portant sur toute la population est réalisée tous les cinq ans, les populations de référence des années intermédiaires étant quant à elles estimées par interpolation ou extrapolation. Pour la commune, le premier recensement exhaustif entrant dans le cadre du nouveau dispositif a été réalisé en 2006.

En 2022, la commune comptait 406 habitants, en évolution de +3,84 % par rapport à 2016 (Yonne : −1,95 %, France hors Mayotte : +2,11 %).
| 1793 | 1800 | 1806 | 1821 | 1831 | 1836 | 1841 | 1846 | 1851 |
| ---- | ---- | ---- | ---- | ---- | ---- | ---- | ---- | ---- |
| 716  | 743  | 726  | 732  | 872  | 860  | 900  | 951  | 958  |

| 1856 | 1861 | 1866 | 1872 | 1876 | 1881 | 1886 | 1891 | 1896 |
| ---- | ---- | ---- | ---- | ---- | ---- | ---- | ---- | ---- |
| 862  | 832  | 800  | 798  | 819  | 868  | 784  | 761  | 700  |

| 1901 | 1906 | 1911 | 1921 | 1926 | 1931 | 1936 | 1946 | 1954 |
| ---- | ---- | ---- | ---- | ---- | ---- | ---- | ---- | ---- |
| 709  | 688  | 600  | 505  | 473  | 809  | 487  | 526  | 459  |

| 1962 | 1968 | 1975 | 1982 | 1990 | 1999 | 2006 | 2011 | 2016 |
| ---- | ---- | ---- | ---- | ---- | ---- | ---- | ---- | ---- |
| 491  | 446  | 386  | 481  | 500  | 450  | 387  | 403  | 391  |

| 2021 | 2022 | - | - | - | - | - | - | - |
| ---- | ---- | - | - | - | - | - | - | - |
| 397  | 406  | - | - | - | - | - | - | - |

## Culture locale et patrimoine

### Lieux et monuments

#### Civils
- Château de Domecy-sur-Cure

#### Religieux
- Abbaye Saint-Martin de Chore ou Cure, abbaye de moines bénédictins fondée au XIIe siècle au hameau de Cure.
- L'église Saint-Romain, à Domecy, XVIe siècle
- L'église Saint-Antoine, à Cure, XVIIe siècle

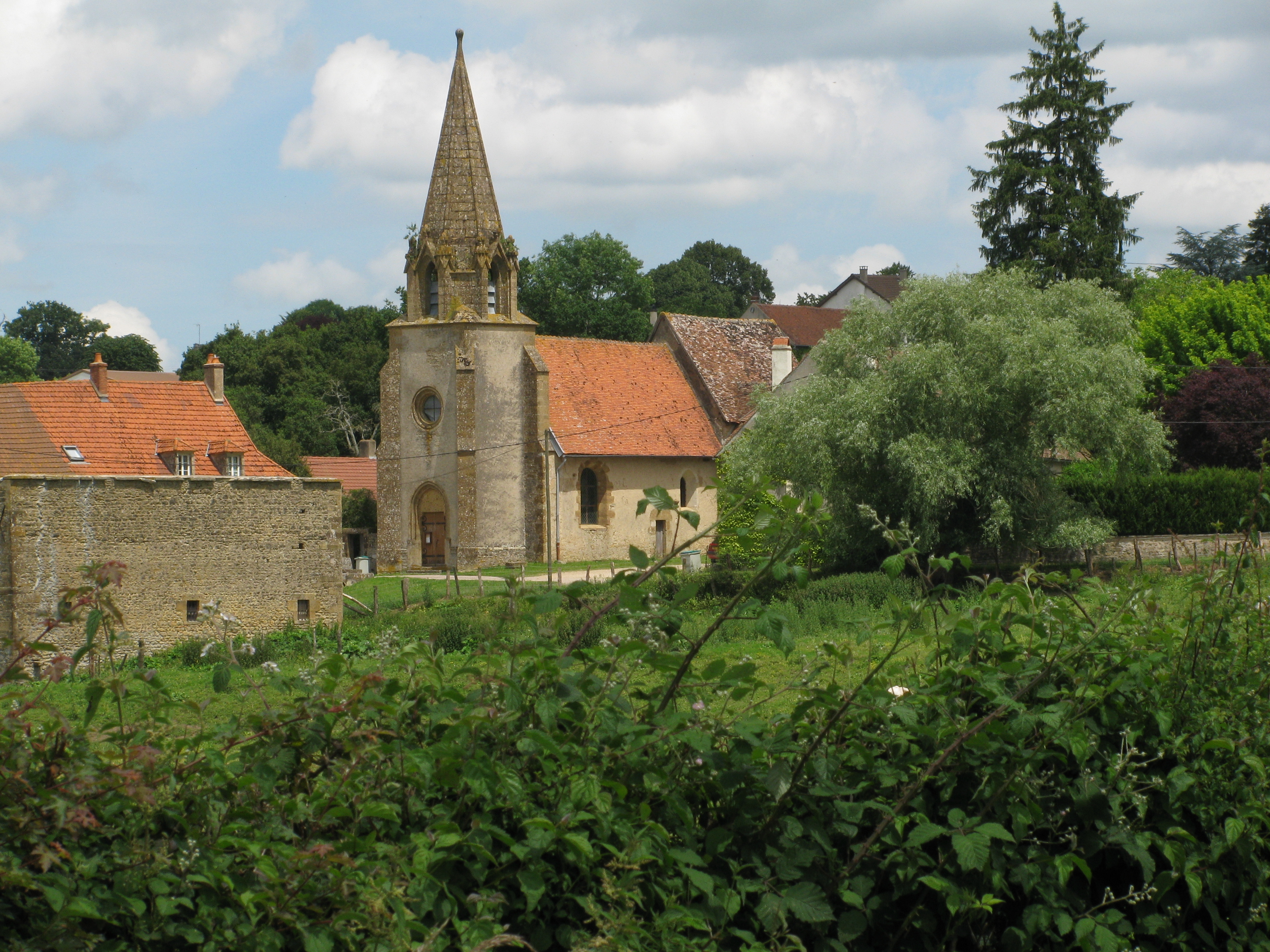
L'église Saint-Romain à Domecy.
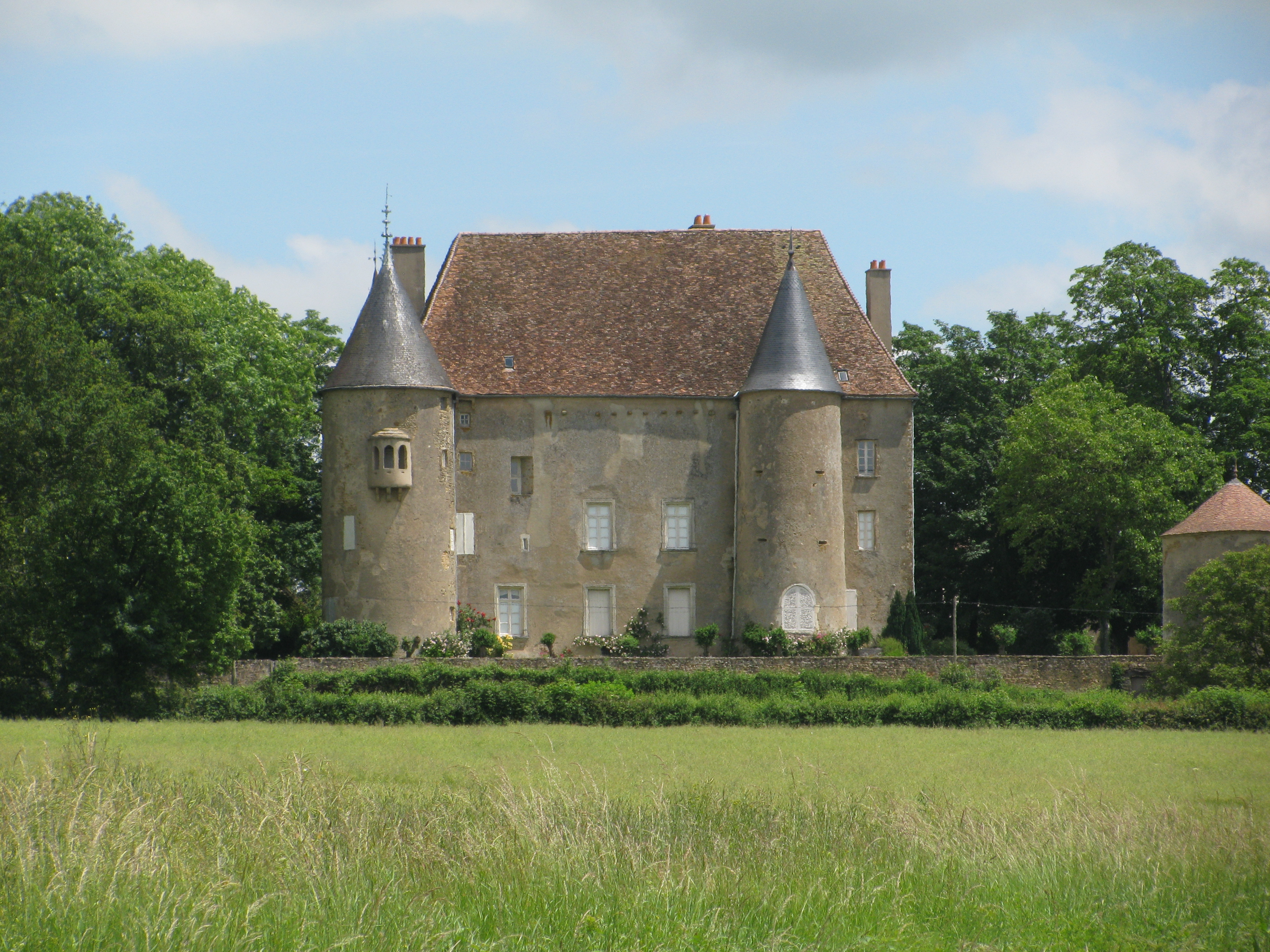
Le château de Domecy.
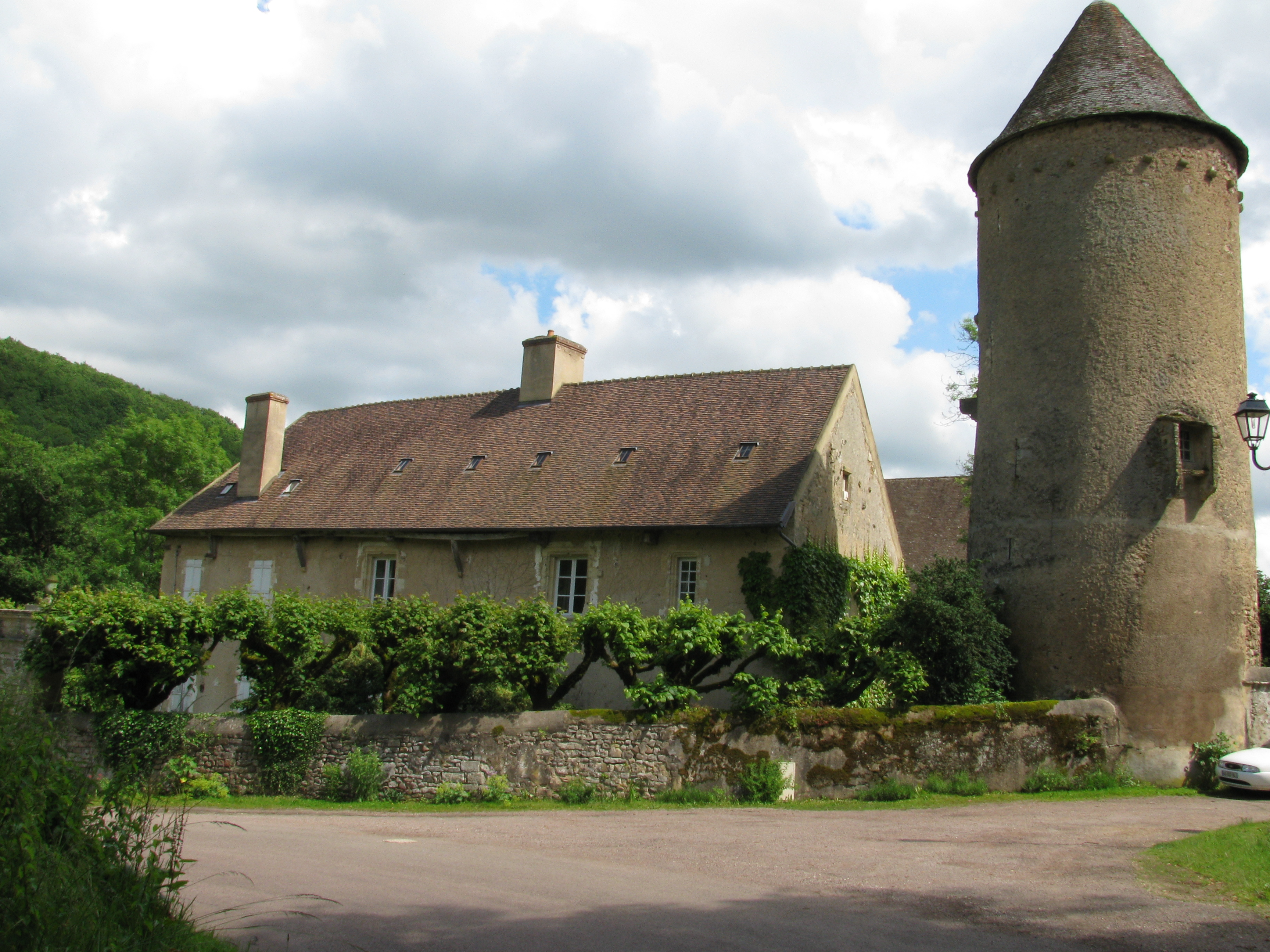
L'ancienne abbaye saint-Martin-de-Cure, à Cure.
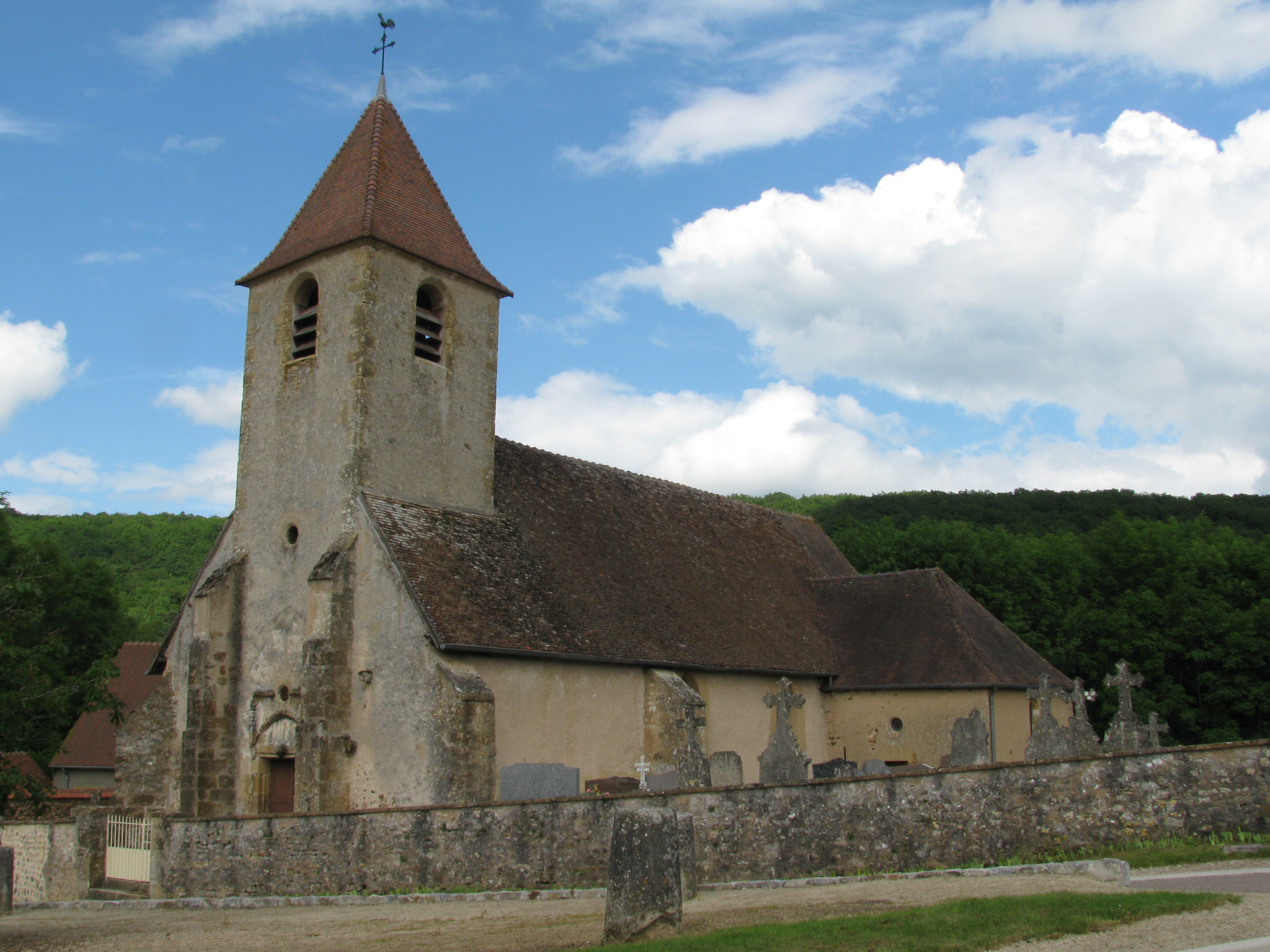
L'église Saint-Antoine à Cure.

### Personnalités liées à la commune
- Jean-Marie-Léon Dizien (1846-1915), évêque d'Amiens.
- Étienne Flandin (1853-1922), résident-général de France à Tunis, député de l'Yonne.
- Pierre-Étienne Flandin (1889-1958), fils du précédent, député de l'Yonne et président du Conseil de 1934 à 1935, inhumé au cimetière.

### Personnalités inhumées au cimetière de Domecy
- Charles Flandin (1803-1887), professeur de médecine spécialiste des maladies infectieuses qui laissa un traité sur les poisons, chimiste, co-inventeur avec le comte Henri de Ruolz du métal argenté, vice-président du conseil général de l'Yonne.
- Louis-Étienne Charpillon (1817-1894 à Domecy), historien de l'Eure, par ailleurs chargé par Alexandre Dumas de sa succession.
- Paul Flandin (1917-2005), neveu du précédent, maire de Domecy, conseiller général de l'Yonne, fondateur des parcs naturels régionaux.
- Bernard Pujo (1921-2002), gendre de Pierre-Étienne Flandin, écrivain historien.

## Pour approfondir